# 마모 클락

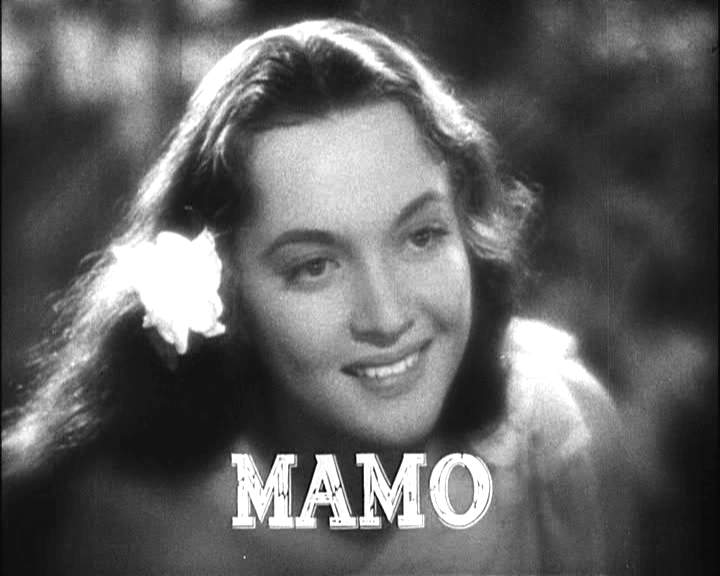

마모 클락(Mamo Clark, 1914년 12월 6일 ~ 1986년 12월 18일)은 미국의 배우, 영화배우이다.
호놀룰루에서 태어났으며 파노라마시티에서 사망하였다. 사인은 암이다.

## 영화
- 허리케인 (1937년)
- 바운티호의 반란 (1935년) - 메이미티 역